# Lars Petter Törnvall
Lars Petter Törnvall, enligt SDB Tornvall,  född 2 februari 1848 i Västra Hargs socken, Östergötlands län, död 22 juni 1917 i Adolf Fredriks församling,  Stockholm, var en svensk byggmästare.

## Biografi
Törnvall studerade 1873–1877 vid Slöjdskolan i Stockholm och arbetade som verkmästare hos flera byggmästare i Stockholm. Han blev godkänd som byggmästare av byggnadsnämnden i Stockholm den 25 februari 1891. Han uppträdde även som byggherre det vill säga han förvärvade tomter vilka han sedan bebyggde och sålde. Törnvall var verksam huvudsakligen i Stockholm mellan 1880 och 1910.
Bland hans byggen märks fastigheten Minan 9 (dåvarande Minan 5 och 6) som uppfördes 1889–1894 av Törnvall efter ritningar av arkitekten Ernst Stenhammar. Här fungerade Törnvall även som byggherre tillsammans med Nils Bocander. Dubbelfastigheten är sedan 1981 skyddad som byggnadsminne och blåmärkt av Stadsmuseet i Stockholm vilket innebär "att bebyggelsen bedöms ha synnerligen höga kulturhistoriska värden".
Lars Petter Törnvall är begravd på Norra begravningsplatsen utanför Stockholm.

## Uppförda byggnader (urval)

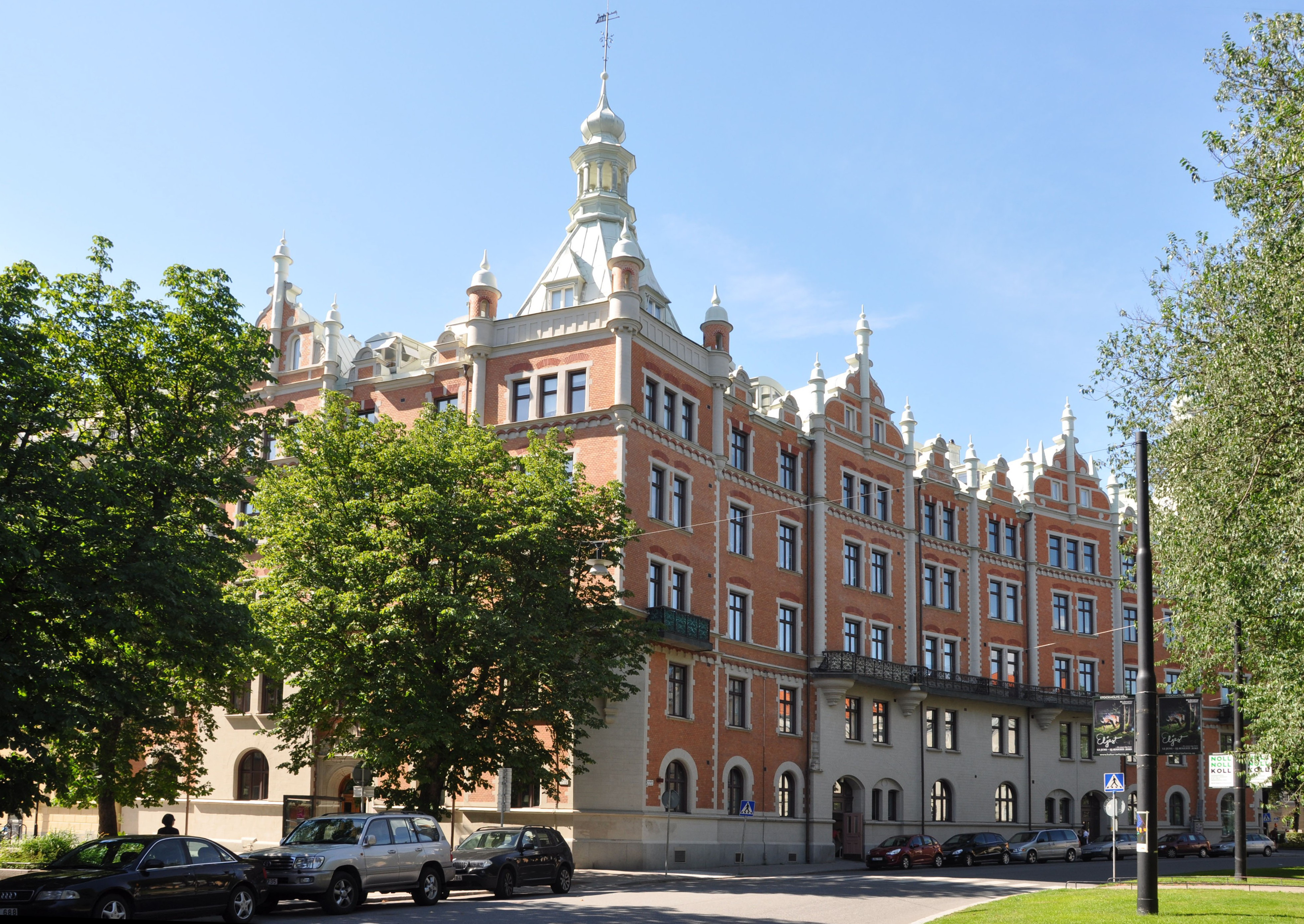
Minan 5 & 6, byggnadsminne.

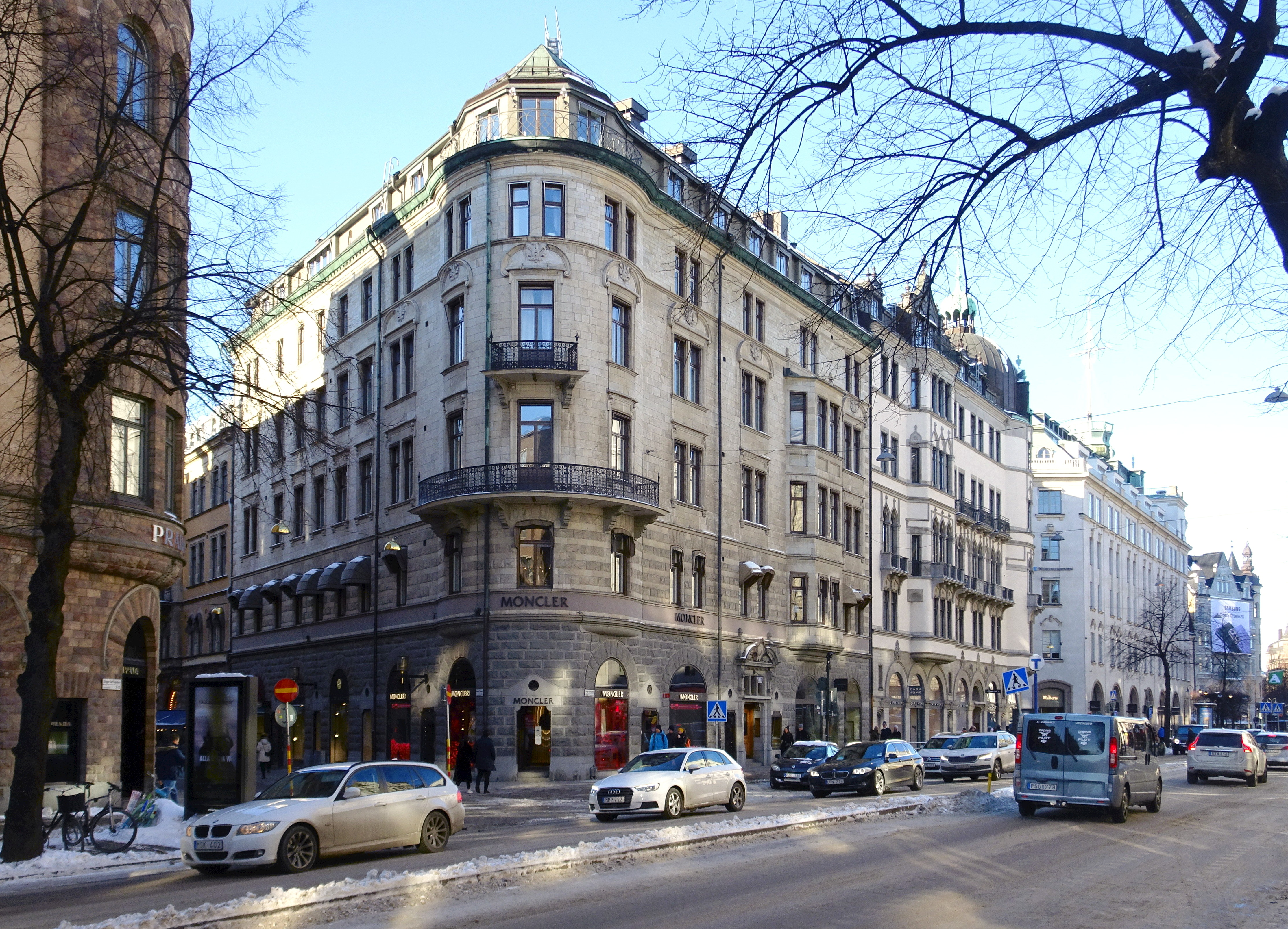
Pumpstocken 10.

Här uppges ursprungliga, vid tiden gällande gatuadresser och fastighetsbeteckningar.
- Kometen 3 (Observatoriegatan 17), 1880–1881
- Karlavagnen 3 (Upplandsgatan 42), 1882–1883
- Karlavagnen 18 (Vegagatan 3), 1883–1884
- Fyrkanten 3 (Tunnelgatan 1), 1884–1885
- Bergslagen 21 (Vestmannagatan 10), 1885–1886
- Torsken 2 (Mäster Samuelsgatan 19), 1888–1890 (ombyggnad)
- Kasernen 1 (Grev Magnigatan 6), 1891–1892
- Minan 5 och 6 (Karlaplan 3), 1889–1894
- Räven 13 (Nybrogatan 64), 1896–1897
- Pumpstocken 10 (Birger Jarlsgatan 13), 1896–1897
- Blasieholmen 55 (Blasieholmsgatan 1), 1898–1901
- Bjälken 8 (Lundagatan 37), 1902–1904
- Båtsmannen större 23 (Folkungagatan 76), 1906–1910